# Mehmet Serhat Karadağ
Mehmet Serhat Karadağ (ur. 10 lipca 1956) – turecki zapaśnik w stylu klasycznym. Olimpijczyk z Los Angeles 1984, gdzie zajął siódme miejsce w kategorii 57 kg.
Czwarty w mistrzostwach świata w 1982, szósty w 1983. Brązowy medal mistrzostw Europy w 1982. Złoty medal na igrzyskach śródziemnomorskich w 1983, brązowy w 1979 i 1987. Trzeci na Uniwersjadzie w 1977 roku.